# Linea dei Bivi
La Linea dei Bivi, conosciuta anche con il nome di Cintura di Venezia, era una linea ferroviaria elettrificata a doppio binario ubicata nella periferia di Mestre.
La linea agiva da raccordo, mettendo direttamente in collegamento tra loro la ferrovia Milano-Venezia, la ferrovia Trento-Venezia, la ferrovia Venezia-Udine e la ferrovia Venezia-Trieste, evitando il transito per la stazione di Venezia Mestre. Tra il 2008 e il 2010, nell'ambito dei lavori per l'attivazione del Sistema Ferroviario Metropolitano Regionale (SFMR) e della risistemazione del nodo di Venezia Mestre, la Linea dei Bivi è stata in parte ricostruita, in parte reimpiegata nell'ambito della Trento-Venezia e in parte utilizzata come linea di raccordo fra quest'ultima e la Venezia-Udine.
È stata prevista, con il D.M. "Italia Veloce", la riattivazione anche del tratto tra la Venezia-Udine e la Venezia-Trieste, in rapporto sia al progetto di futura ferrovia Venezia-Aeroporto Marco Polo sia alla non ancora costruita TAV per Trieste.

## Storia

### La prima linea
La linea, nata essenzialmente per scopi militari, venne attivata il 1º novembre 1940. Ebbe un brevissimo traffico passeggeri durante e subito dopo la seconda guerra mondiale, tanto che l'impianto di Olmo-Trivignano fu abilitato al servizio passeggeri.
Nel 1947 furono soppressi i bivi Spinea, Orgnano e Dese e relativi raccordi. La ferrovia rimase in uso fino agli anni novanta del XX secolo per il trasporto di merci e per l'instradamento di alcuni treni passeggeri di transito, come l'Espresso notturno Roma-Calalzo.
A causa della limitazione della velocità a 6 km/h sugli attraversamenti a rotaia discontinua, l'uso della linea andò scemando anno dopo anno, finché con l'orario estivo del 1993 fu abbandonata la tratta Bivio Trivignano-Bivio Carpenedo; con l'orario estivo dell'anno successivo fu chiuso al traffico anche il resto.

### La nuova linea

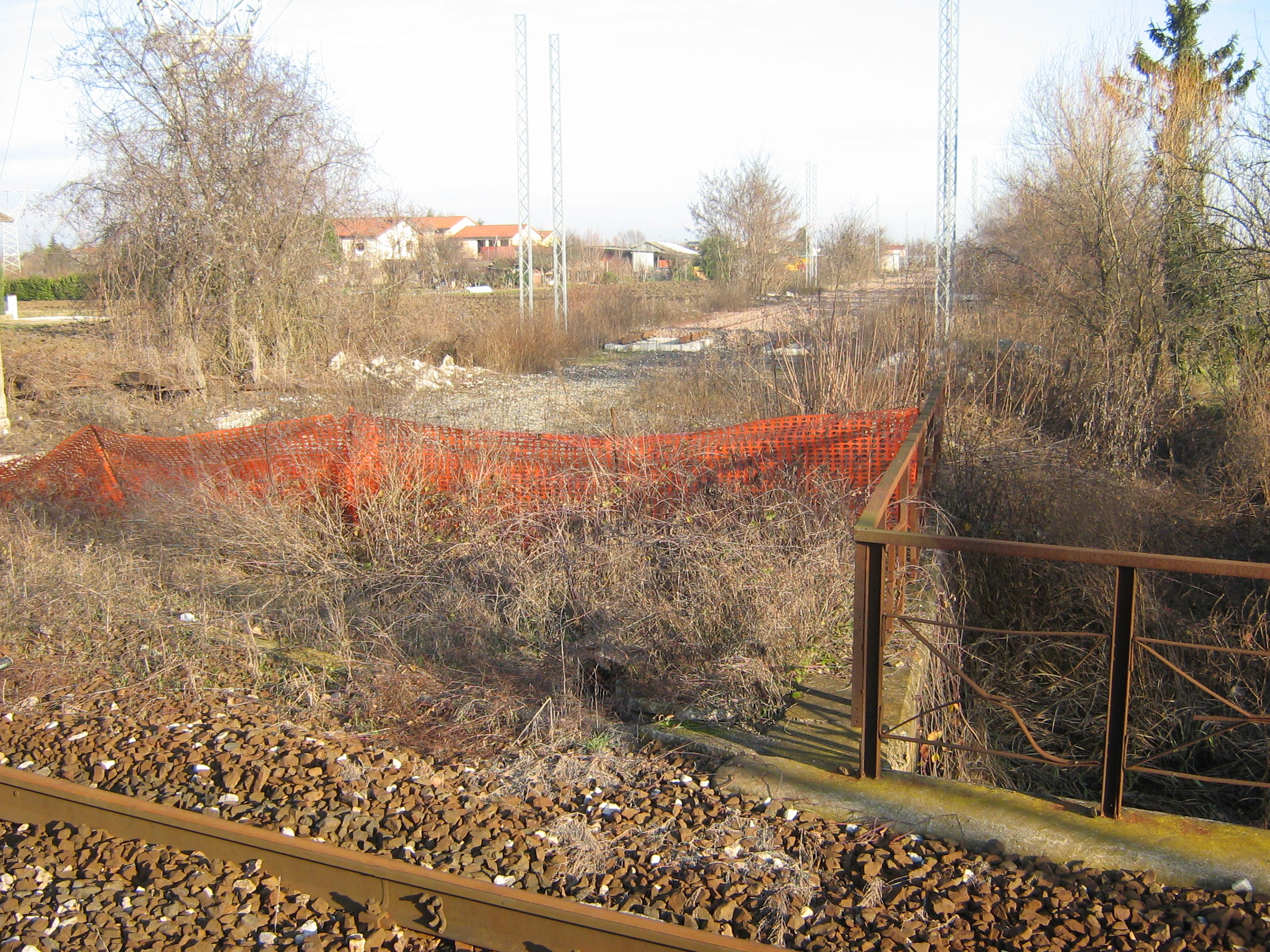
Lavori nel 2008 per la riattivazione del tronco Bivio Spinea-Bivio Trivignano-Bivio Marocco

Nel corso degli anni è stato proposto più volte di recuperare la ferrovia come strada locale, come pista ciclabile o di riutilizzare il sedime per il passante autostradale di Mestre. Infine si è deciso di riaprire parzialmente la linea al traffico ferroviario nell'ambito del progetto SFMR, al fine di utilizzarla come itinerario sostitutivo, per la linea della Valsugana (Trento-Venezia), o alternativo, per la linea di Udine, di accesso alla stazione di Venezia Mestre.
Allo scopo di evitare che i treni della Trento-Venezia e i merci fossero instradati sulla linea ad alta velocità Padova-Mestre è stato costruito un viadotto, conosciuto con il nome di Scavalco di Maerne, che sovrappassa la Milano-Venezia e si immette sulla dismessa Linea dei Bivi nei pressi del raccordo con la vecchia sottostazione elettrica. Sono quindi stati riattivati i tronchi della Linea dei Bivi fino al Bivio Spinea e al Doppio Bivio Orgnano, mentre conseguentemente è stato soppresso il tratto della Valsugana che andava da quest'ultima località ferroviaria all'immissione della Milano-Venezia. L'apertura dello Scavalco al traffico ordinario ha avuto luogo l'8 giugno 2008.
Il tronco Bivio Spinea-Bivio Trivignano-Bivio Marocco è stato ricostruito ed aperto all'esercizio il 10 marzo 2010.
Esiste anche il progetto di una eventuale riapertura totale di tutta la linea ferroviaria, con la riattivazione del ramo Est che servirebbe come itinerario privilegiato per i treni merci Cervignano-Venezia Marghera Scalo, con l'effetto di accorciare il percorso rispetto all'itinerario attuale via Portogruaro-Treviso-ramo Ovest, e contemporaneamente diminuire il traffico sul tratto metropolitano della Mestre-Trieste.

## Caratteristiche

### Nuova linea
La nuova linea è una ferrovia a doppio binario banalizzato, lunga 6735 metri ed elettrificata a 3000 volt in corrente continua. Lo scartamento adottato è quello ordinario da 1435 mm.
La linea è dotata di Sistema di Comando e Controllo (SCC). La circolazione è regolata dal Dirigente Centrale Operativo di Venezia Mestre.

### Percorso

#### Linea originaria
| Continuation backward |

| Unknown route-map component "CONTgq" | Unknown route-map component "xABZgr" |  |

| Unknown route-map component "exkABZg2" + Unknown route-map component "exBST" |

|  | Unknown route-map component "CONTgq" | Unknown route-map component "xKRZ+xk12" | Unknown route-map component "ekABZq+34" | Unknown route-map component "CONTfq" |

| Unknown route-map component "exkABZg+1" |

| Unknown route-map component "exBHF" |

| Unknown route-map component "exkABZg2" + Unknown route-map component "exBST" |

|  | Unknown route-map component "CONTgq" | Unknown route-map component "xKRZ+xk12" | Unknown route-map component "ekABZq+34" | Unknown route-map component "CONTfq" |

| Unknown route-map component "exkABZg+1" |

| Unknown route-map component "CONTgq" | Unknown route-map component "xABZg+r" |  |

| Continuation forward |

La linea si dipartiva dalla Milano-Venezia dal Bivio Mirano, nei cui pressi era situata una sottostazione elettrica con tanto di raccordo.
Successivamente incrociava a raso la linea di Trento presso l'attraversamento Valsugana. La linea dei Bivi si collegava alla Trento-Venezia tramite due raccordi, entrambi chiusi nel 1947:
- il Bivio Spinea-Doppio Bivio Orgnano, che permetteva l'instradamento dei convogli verso la Milano-Venezia;
- l'Olmo-Trivignano-Doppio Bivio Orgnano che consentiva l'instradamento in direzione della Venezia-Udine e della Venezia-Trieste.

Il posto di movimento Olmo-Trivignano fu abilitato al servizio viaggiatori solo per un breve periodo di tempo nel dopoguerra.
Dopo lo scalo di Olmo-Trivignano, la ferrovia continuava incrociando a raso la linea Udine-Venezia presso l'attraversamento Udine. Anche in questo caso la linea era raccordata a quest'ultima ferrovia tramite due raccordi:
- il Bivio Trivignano-Doppio Bivio Marocco (dal 1947 Bivio Marocco), che permetteva l'instradamento dei treni in direzione della Milano-Venezia e della linea per Trento;
- il Bivio Dese-Doppio Bivio Marocco, per facilitare la relazione verso la Venezia-Trieste. Fu chiuso nel 1947.

La linea dei Bivi confluiva sulla linea per Trieste presso il Bivio Carpenedo, dopo aver percorso 12,277 chilometri.

#### Nuova linea
| Continuation backward |

| Stop on track |

| Unknown route-map component "kABZg2" |

| 7+016 |
| 6+735 |

|  | Unknown route-map component "exCONTgq" | Unknown route-map component "eKRZ+k1x2" | Unknown route-map component "xkABZq+4x3" | Unknown route-map component "CONTfq" |

| Unknown route-map component "ekABZg+1" |

| Unknown route-map component "exCONTgq" | Unknown route-map component "eABZgr" |  |

| Unknown route-map component "CONTgq" | Unknown route-map component "ABZg+r" |  |

| Continuation forward |

Una parte del nuovo tracciato della Trento-Venezia, quello fra la stazione di Maerne di Martellago e Venezia Mestre, reimpiega il sedime della linea dei Bivi. Il tratto in questione è posizionato fra il Bivio/PC Spinea, che si trova nei pressi del dismesso Bivio Spinea della vecchia linea, e l'ingresso dello Scavalco di Maerne, il cavalcaferrovia che permette alla Trento-Venezia di sovrastare le Milano-Venezia e la linea ad alta velocità Padova-Mestre.
La fermata di Spinea (tra lo Scavalco di Maerne e il Bivio/PC Spinea) è stata aperta nel 2008 nell'ambito del progetto del Sistema Ferroviario Metropolitano Regionale e sostituisce la soppressa Venezia Asseggiano. Questa si trovava sul tronco Maerne-Quadrivio Catene della ferrovia Trento-Venezia, dismesso nel 2008 nei pressi dell'Attraversamento Valsugana dove la vecchia linea dei Bivi si incrociava a raso con la linea per Trento.
Il tratto Bivio Marocco-Bivio/PC Spinea è ricostruito sul sedime della soppressa linea ed è stato aperto all'esercizio il 10 marzo 2010. La nuova linea ferroviaria riprende il tracciato a doppio binario della vecchia ferrovia fra il soppresso Bivio Spinea e il soppresso Bivio Trivignano, per poi reimpiegare il tracciato del raccordo con la Venezia-Udine e immettersi su quest'ultima all'altezza del nuovo Bivio Marocco, dopo aver percorso 6,942 chilometri.

## Traffico
La riattivazione del ramo ovest della Linea dei Bivi lungo il tronco Bivio Spinea-Bivio Trivignano-Bivio Marocco è nata con l'obiettivo di impiegare il nuovo tracciato come percorso preferenziale per i treni merci in arrivo da Udine, da Treviso o da Cervignano Smistamento e diretti a Venezia Marghera Scalo. Secondo la planimetria, infatti, non è più possibile raggiungere lo scalo arrivando dalla confluenza Udine-Trieste (UD-TS), località ferroviaria posta all'incrocio fra la Milano-Venezia, la Udine-Venezia e Venezia-Trieste. Questa soluzione ha anche il vantaggio, rispetto agli itinerari attuali, di evitare l'attraversamento completo del piazzale della stazione di Venezia Mestre e si inserisce nel contesto del riordino degli itinerari lato terraferma attualmente in corso.
Nel 2010 questo tronco vedrà anche il passaggio provvisorio di alcuni, se non tutti, treni passeggeri della linea Treviso-Mestre, a causa dei previsti lavori in ingresso sui binari attuali.